# شريا غوشال
شريا غوشال (بالإنجليزية: Shreya Ghoshal)‏ ولدت في 12 مارس 1984  هي مغنية بنغالية. تعرف بمغنية في الأفلام الهندية، وتغني باللغات الهندية الأخرى أيضًا مثل: التيلجو، البنغالية، البهوجبرية، الغوجاراتية، الكانادا، المهاراتية، البنجابية، المالايالامية والتاميلية واسام.
وبدأت مهنة غوشال عندما فازت في مسابقة Sa Re Ga Ma Pa كشخص بالغ. بدأت في بوليود مغنيةً للأفلام كما هو الحال في فيلم ديفداس، التي نالت الجائزة الوطنية لأفضل مغنية في الفيلم بجانب جائزة الفيلمفير لأفضل مغني في الفيلم وجائزة Filmfare RD Burman Award for New Music Talent. ومنذ ذلك الحين، قالت أنها تلقت العديد من الجوائز الأخرى. كُرِّمَت غوشال من ولاية أوهايو الأميركية أيضًا، وأعلن محافظ تيد ستريكلاند حيث 26 يونيو بأنه «يوم شريا غوشال».

## وصلات خارجية
- شريا غوشال على موقع IMDb (الإنجليزية)
- شريا غوشال على موقع قاعدة بيانات الأفلام العربية
- شريا غوشال على موقع ميوزك برينز (الإنجليزية)
- شريا غوشال على موقع أول موفي (الإنجليزية)
- شريا غوشال على موقع أول ميوزيك (الإنجليزية)
- شريا غوشال على موقع ديسكوغز (الإنجليزية)
- شريا غوشال على موقع قاعدة بيانات الفيلم (الإنجليزية)